# جواو فيتور لوبيز دا سيلفا
جواو فيتور لوبيز دا سيلفا هو لاعب كرة قدم برازيلي، ولد في 16 يناير 1996 في ريو دي جانيرو في البرازيل. لعب مع نادي فلامنغو.